# Neoplacorhynchus bakuensis
Neoplacorhynchus bakuensis är en plattmaskart som beskrevs av Evdonin LA 1977. Neoplacorhynchus bakuensis ingår i släktet Neoplacorhynchus och familjen Placorhynchidae. Inga underarter finns listade i Catalogue of Life.